# Paul Scoumanne
Paul Alix Léon Jean-Baptiste (Écaussinnes-Lalaing, 16 januari 1856 - 9 maart 1904) was een Belgisch volksvertegenwoordiger.

## Levensloop
Hij was de zoon van de uitbater van steengroeven Florent Scoumanne en van Marie Debaste. Hij trouwde met Mathilde Ronchain.
Hij promoveerde tot doctor in de rechten (1881) aan de ULB en schreef zich in als advocaat aan de balie van Bergen.
Hij was gemeenteraadslid en schepen van Écaussinnes-Lalaing van 1882 tot 1885.
In 1886 werd hij verkozen tot liberaal volksvertegenwoordiger voor het arrondissement Zinnik en vervulde dit mandaat tot in 1894.
Hij was verder:
- voorzitter van de Charbonnages et Fours à Coke du Sud de Quaregnon,
- bestuurder van de S.A. d'Entreprises et de Constructions,
- bestuurder van de Société de Nieuport-Bains,
- Société des Carrières de Payelles.